# Ushio Denki
Ushio Denki (japanisch ウシオ電機株式会社 Ushio denki kabushiki-gaisha, englisch Ushio Inc.) ist ein japanisches Elektrounternehmen im Bereich der elektrischen Beleuchtungstechnik.

## Übersicht
Das Unternehmen geht zurück auf Himeji denkyū (姫路電球, englisch Himeji Electric Lamp), gegründet 1916. Das Unternehmen änderte 1932 seinen Namen in Nippon denkyū (日本電球), die englische Übersetzung in „Nippon Electric Lamp“. Nach dem Zweiten Weltkrieg gab sich das Unternehmen 1951 den Namen Nihon shinkū kōgyō (日本真空工業, engl. Japan Vacuum Industry). Im Jahr 1952 entstand daraus das Unternehmen „Ushio Kōgyō“ (牛尾工業). 1962 wurde bei gleicher Lesung die Schreibweise ウシオ工業 eingeführt.
1964 machte sich das Familienmitglied Jirō Ushio mit der Lichtquellenherstellungssparte von „Ushio Kōgyō“ unabhängig und gründete „Ushio Denki“. Zum Zeitpunkt der Gründung war Ushio 33 Jahre alt, und das Durchschnittsalter seiner Mitarbeiter lag bei 23 Jahren. In einer Zeit, in der Licht nur der Beleuchtung diente, konzentrierte er sich darauf, Licht für viele unterschiedliche neue Anwendungen, von Infrarot bis Ultraviolett, einzusetzen. So entwickelte er wassergekühlte Xenon-Kurzbogenlampen, von denen ein Satz von 19 an die „National Space Development Agency of Japan“ (jetzt JAXA) geliefert wurde. Die Entwicklung von Hochleistungs-Xenon-Kurzbogenlampen, Designtechnologien für optische Systeme und Designtechnologien für Beleuchtungssysteme hat Ushio zum weltweit einzigen Hersteller von Lichtquelleneinheiten für Sonnensimulatoren gemacht.
In den 1990er Jahren kam es zu einer großen technologischen Revolution. So hat er die Kinoindustrie, die er seit der Verwendung von Filmen unterstützt hatte, auch unterstützt, als es zu ihrer Digitalisierung kam, und die Entwicklung von 2D zu 3D und sogar 4D gefördert. Dies hatte zur Verbreitung von Multiplex-Kinos und zur Expansion des Kinomarktes beigetragen.
Im Rahmen der „Smart Devices“ (Smartphones und Tablets) stellt Ushio Lichtquellen und optische Geräte her. Insbesondere die Einführung der Fotoausrichtungswerkzeuge von Ushio, die Flüssigkristallmoleküle sauber ausrichten, hat die Leistung von hochauflösenden Displays verbessert.
Der Sitz des Unternehmens ist Tokio. Ushio Denki besitzt viele Produktionsstätten in Japan. Auf dem Gebiet der Lithographie feinster Schaltkreise hat das Unternehmen einen Marktanteil weltweit von 95 %. Der Umsatz steigt, 2022 waren es 1,488 Billionen Yen, 1/4 in Japan, 3/4 weltweit. Das Unternehmen hat etwa 5300 Mitarbeiter.